# Августа Гессен-Кассельская
Августа София Фридерика Мария Каролина Юлия Гессен-Кассель-Румпенхейм (нем. Auguste Sophie Friederike Marie Caroline Julie von Hessen-Kassel zu Rumpenheim; 13 октября 1823 — 17 июля 1889) — ландграфиня Гессен-Кассель-Румпенхейм, в замужестве — баронесса Бликсен-Финекке.

## Биография
Принцесса Августа родилась в Копенгагене и была четвёртой дочерью и пятым ребёнком в семье принца Гессен-Кассельского Вильгельма и Луизы Шарлотты, принцессы Датской. Старшей сестрой Августы была датская королева Луиза, супруга короля Кристиана IX. Таким образом, принцесса Августа была тёткой королевы Великобритании Александры, российской императрицы Марии Федоровны, короля Греции Георга I  и короля Дании Фредерика VIII.
В возрасте 30 лет принцесса вышла замуж за барона Карла Бликсен-Финекке из рода шведско-датского происхождения. Принцесса стала его второй женой. Первый брак барона закончился разводом в 1852 году. В 1854 году они сыграли свадьбу. Семья принцессы не одобряла выбор Августы, но брак оказался крепким и счастливым. В браке родилось трое детей:
- Фредрик фон Бликсен-Финеке (1847–1919).
- Густав фон Бликсен-Финеке[швед.] (1857–1909), офицер шведской службы и адъютант Густава V, не женат, бездетен.
- Вильгельм Карл Отто Аксель (1863–1942), капитан датской армии, женат на Берте Кастенскьольд[дат.], 1 сын: Карл Август фон Бликсен-Финеке (1889–1954).

Семья проживала в Швеции, где Карл имел свои усадьбы. В 1873 году Августа стала вдовой. После смерти супруга она жила на острове Зеландия. Умерла 17 июля 1889 года, пережив мужа на 16 лет. Похоронена на острове Фюн, Дания.

## Титулы
- 13 октября 1823—1854: Её Светлость Ландграфиня и принцесса Августа Гессен-Кассельская
- 1854 — 17 июля 1889: Её Светлость Баронесса Бликсен-Финекке